# Mers-sur-Indre
Mers-sur-Indre là một xã ở tỉnh Indre khu vực trung bộ Pháp. Xã này có diện tích 25,45 km², dân số thời điểm năm 1999 là 584 người. Khu vực này có độ cao trung bình 184 mét trên mực nước biển.